# Tanghin-Dassouri
Tanghin-Dassouri là một tổng của tỉnh Kadiogo ở miền trung Burkina Faso. Thủ phủ của tổng này là thị xã Tanghin-Dassouri. Dân số năm 2006 là 55.094 người.

## Các thị xã và các làng
Bagma, Bagraogo, Balolé, Bazoulé, Boulsin, Dazankiema, Dawanegomde, Dondoulma, Gnimdi, Goghin, Gueswende, Itaoua, Koudiéré, Lougsi, Nabakoutou, Nabitinga I, Nabitinga II, Ouansoua, Sahongo, Sane, Seguedin, Silmissin, Tama, Tinsouka, Weglega, Yalagre, Zanghindiesse và Zekounga.